# Rödbrun motmot
Rödbrun motmot (Baryphthengus martii) är en fågel i familjen motmoter inom ordningen praktfåglar, förekommande i södra Centralamerika och norra Sydamerika. Den minskar i antal, men är fortfarande vida spridd och vanligt förekommande.

## Utseende
Rödbrun motmot är en av de större medlemmarna i familjen med en kroppslängd på 46 cm. Den är huvudsakligen kanelbrun med svart ansiktsmask, en svart fläck mitt på bröstet och grönblått på nedre delen av buken. Vinge och sidor är gröna, stjärten och vingpennor mörkblå. Stjärten är mycket lång med en vimpelformad spets. Näbb och ben är svarta. Ungfåglarna är blekare och mattare än sina föräldrar.

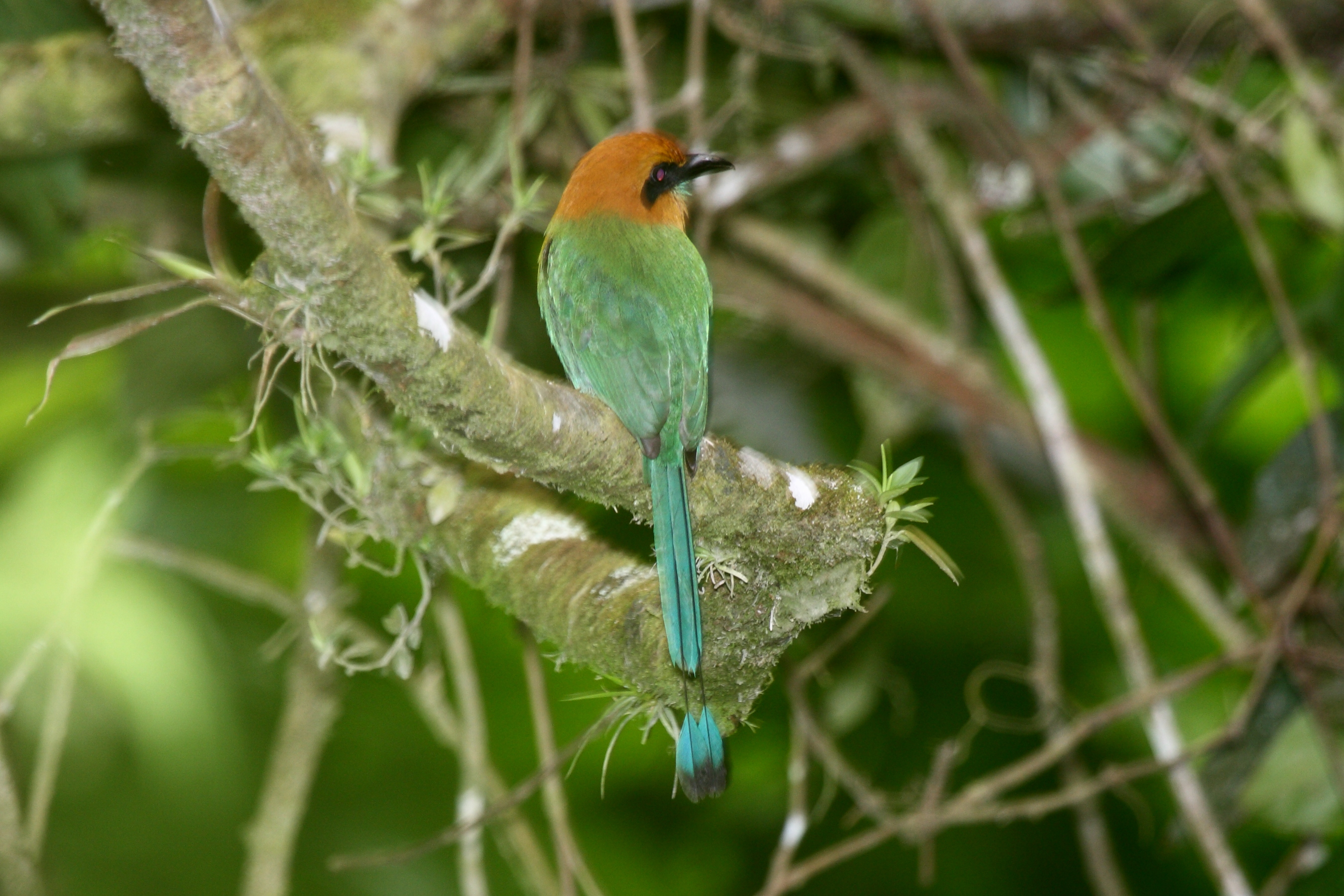
Rödbrun motmot i Panama.

## Utbredning och systematik
Rödbrun motmot delas in i två underarter med följande utbredning:
- Baryphthengus martii semirufus – sluttningen mot Karibien i Honduras söderut till nordvästra Colombia och västra Ecuador
- Baryphthengus martii martii – södra Colombia söderut till Bolivia, österut till centrala Brasilien

## Levnadssätt
Rödbrun motmot är stannfågel i hög och fuktig regnskog i låglänta områden från havsnivån till 1400 meters höjd Trots storleken och den färgglada fjäderdräkten är den ofta svår att se där den sitter helt stilla i trädkronorna. Den lever av insekter, ödlor, fisk och krabbor men äter också olika sorters frukter, framför allt från palmer och Heliconia. Fågeln häckar i en fyra till fem meter lång tunnel som den gräver ut i en sandbank eller i ett däggdjurs håla. Både äggens utseende och antal är okända.

## Status och hot
Arten har ett stort utbredningsområde och en stor population, men tros minska i antal till följd av avskogning, dock inte tillräckligt kraftigt för att den ska betraktas som hotad. Internationella naturvårdsunionen IUCN listar därför arten som livskraftig (LC). Beståndet uppskattas till i storleksordningen fem till 50 miljoner vuxna individer. Den beskrivs som ganska vanlig. Den tros dock minska i framtiden till följd av prognosticerad avskogningstakt.

## Namn
Fågelns vetenskapliga artnamn hedrar Carl Friedrich Phillip von Martius (1794-1868), tysk botaniker och samlare av specimen i Brasilien 1817-1820